# Oroslavje
Oroslavje es una ciudad y municipio de Croacia en el condado de Krapina-Zagorje.

## Geografía
Se encuentra a una altitud de 154 m s. n. m. a 41,9 km de la capital nacional, Zagreb.

## Demografía
En el censo 2011, el total de población del municipio fue de 6256 habitantes, distribuidos en las siguientes localidades:
- Andraševec -  874
- Krušljevo Selo -  529
- Mokrice -  779
- Oroslavje -   3442
- Stubička Slatina -  632